# Eldritch
Gli Eldritch sono un gruppo progressive metal formato a Livorno nel 1991.

## Storia del gruppo
Nel 1988 il cantante Terence Holler (pseudonimo di Mario Tarantola, nato a Brooklyn il 15 aprile 1968), il chitarrista Eugene Simone e il batterista Adriano Dal Canto formano gli Zeus, rinominati in seguito Eldritch, con l'intento di pubblicare alcuni demo. Limb Schnoor, nel 1993, accetta di diventare il loro manager.
Nel 1995 il gruppo pubblica l'album di debutto Seeds of Rage per la Inside Out Music. Due anni dopo, nel 1997, il gruppo prosegue sulla scia del primo album con la pubblicazione di Headquake, in seguito al quale partecipa alla prima edizione del Gods of Metal. Al termine dello stesso anno, suona supporto agli Angra.
Nel 1998 viene pubblicato l'album El Niño, le cui sonorità risultano influenzate da Metallica, Coroner e Annihilator. Fa seguito un tour internazionale con Threshold e Pain of Salvation. Lo stesso anno avviene un cambio di formazione, con l'abbandono del tastierista Oleg Smirnoff, al lavoro anche con i Death SS.
Nel 2001 viene pubblicato l'album Reverse, le cui sonorità sono in questo caso ispirate a quelle di gruppi quali Machine Head e Pantera, a cui segue un'altra partecipazione al Gods of Metal. Nello stesso periodo Tim Holler collabora dal 2001 al 2006 come intervistatore dj per Rock TV e canta con i Vicious Mary.
Il seguito di Reverse viene pubblicato tre anni dopo. A causa di varie vicissitudini, comprendenti un ulteriore cambio di formazione e la migrazione verso la Limb Music Products, Portrait of the Abyss Within esce nel 2004.
Con la pubblicazione di Neighbourhell, nel 2006, il gruppo partecipa al Chicago Powerfest 2006 quale artista principale, e all'Evolution Festival di Toscolano Maderno.
Nel 2011 suonano al Prog Power U.S.A. ad Atlanta.
Seguono gli album Blackenday (2008) e Gaia's Legacy (2011). Nel 2014 esce il loro decimo album Tasting the Tears.
L'anno successivo (2015) la band, tornata ad una formazione senza tastierista, pubblica Underlying Issues.
Cracksleep, l'undicesima fatica in studio della band, viene pubblicato nel 2018.
Nel 2019 Oleg Smirnoff torna in formazione, mentre Dario Lastrucci sostituisce Alessio Consani al basso. Ad ottobre dello stesso anno la band partecipa al Ready For Prog? Festival di Tolosa (Francia) per celebrare il ventennale di El Niño. Per l'occasione il gruppo suona l'album integralmente.
Nel settembre 2021 la band annuncia per il novembre dello stesso anno il proprio 12º album in studio, Eos (reso graficamente come EΩS). Il titolo fa riferimento alla personificazione dell'Aurora nella mitologia greca, chiamata per l'appunto Eos.
Il 18 maggio 2022 la band annuncia la separazione dal suo storico frontman nonché fondatore Terence Holler.

## Formazione

### Formazione attuale
- Alex Jarusso - voce
- Eugene Simone - chitarra
- Rudj Ginanneschi - chitarra
- Alessandro Cola - basso
- Raffahell Dridge - batteria
- Oleg Smirnoff - tastiere

### Ex componenti
- Terence Holler - voce
- Roberto "Pek" Proietti - chitarra
- Martin Kyhn - basso
- Lisa Oliviero - basso
- Sean Henderson - tastiere
- Adriano Dal Canto - batteria
- Dave Simeone - batteria
- John Crystal - basso
- Gabriele Caselli - sintetizzatore, pianoforte
- Alessio Consani - basso
- Dario Lastrucci - basso

## Discografia

### Demo
- 1991 - Reflection of Sadness
- 1993 - Promo Tracks 1993

### Album in studio
- 1995 - Seeds of Rage
- 1997 - Headquake
- 1998 - El Niño
- 2001 - Reverse
- 2003 - Portrait of the Abyss Within
- 2005 - Neighbourhell
- 2007 - Blackenday
- 2011 - Gaia's Legacy
- 2014 - Tasting the Tears
- 2015 - Underlying Issues
- 2018 - Cracksleep
- 2021 - Eos
- 2023 - Innervoid

### Album dal vivo
- 2008 - Livequake